# Kaestneria bicultrata
Espèce
Kaestneria bicultrata est une espèce d'araignées aranéomorphes de la famille des Linyphiidae.

## Distribution
Cette espèce se rencontre en Chine au Hunan et au Yunnan et en Indonésie à Sumatra,.

## Description
La femelle holotype mesure 2,05 mm.
Le mâle décrit par Zhao et Li en 2014 mesure 1,78 mm.

## Systématique et taxinomie
Cette espèce a été décrite par Chen et Yin en 2000.

## Publication originale
- Chen & Yin, 2000 : « On five species of linyphiid spiders from Hunan, China (Araneae: Linyphiidae). » Acta Arachnologica Sinica, vol. 9, no 2, p. 86-93.